# Llers
Llers település Spanyolországban, Girona tartományban. Llers Figueres, Pont de Molins, Cabanes, Vilafant, Avinyonet de Puigventós, Vilanant, Terrades és Boadella i les Escaules községekkel határos. Lakosainak száma 1248 fő (2024).

## Népesség
A település népessége az elmúlt években az alábbi módon változott:
| Lakosok száma | 763  | 1410 | 998  | 728  | 677  | 1097 | 1179 | 1242 | 1239 | 1248 |
|               | 1717 | 1887 | 1936 | 1960 | 1986 | 2004 | 2009 | 2014 | 2019 | 2024 |